# Fortaleza de Bochorma
A fortaleza de Bochorma (em georgiano:  ბოჭორმის ციხე), é um complexo arquitetônico medieval localizado no município de Tianeti, na região de Caquécia, na Geórgia. 

## Localização
A fortaleza está localizada em uma colina alta acima do rio Iori, o complexo é composto por um castelo e uma igreja dodecagonal com uma cúpula, ambos do século X, bem com outra pequena igreja e algumas outras estruturas. Todas as estruturas do complexo são semi-destruídas ou muito danificadas, e estão inscritas na lista dos Monumentos culturais de importância nacional.

## História
A fortaleza de Bochorma é mencionada pela primeira vez nas crônicas medievais georgianas, em uma história da invasão do Emirado Sájida da Geórgia em 914. Quando o exército Sai avançou para Bochorma, um dos principais bastiões do Reino da Caquécia, a fortaleza foi abandonada sem luta, em contraste com a defesa anterior e forte da fortaleza de Ujarma. Mais tarde, Bochorma foi capturada por Xurta, um irmão de Círico II da Caquécia (r. 929–976), e entregue por ele a Jorge II da Geórgia. A fortaleza foi recuperada mas foi capturada novamente por Pancrácio III da Geórgia na guerra de 1008-1010. Em 1069, Pancrácio IV da Geórgia trocou Bochorma e Ujarma com Alsartã I pelo emir Alfadle ibne Maomé de Arrã, a quem Pancrácio queria manter como prisioneiro. A fortaleza de Bochorma funcionou até o século XVIII, sendo renovada pelo rei Heráclio II de Cártlia-Clarjécia em 1749.